# تنظیم تماس
در ارتباطات راه دور، تنظیم تماس فرایند ایجاد یک مدار مجازی در سراسر یک شبکه مخابراتی است. تنظیم تماس معمولاً با استفاده از یک پروتکل سیگنالینگ انجام می‌شود.
اصطلاح زمان تنظیم تماس دارای معانی زیر است:
1. طول کلی زمان لازم برای برقراری تماس سوئیچ مدار بین کاربران.
2. برای ارتباط داده، مدت زمان کلی لازم برای برقراری تماس سوئیچ مدار بین پایانه‌ها. یعنی زمان از شروع درخواست تماس تا شروع پیام تماس.

نکته: زمان برقراری تماس حاصل جمع موارد زیر است: (الف) زمان درخواست تماس - زمان از شروع سیگنال تماس تا تحویل سیگنال انتخابی به تماس گیرنده. (ب) زمان انتخاب - زمان از تحویل سیگنال اقدام به انتخاب تا زمانی که همه سیگنال‌های انتخاب ارسال شوند. و (ج) زمان انتخاب پست - زمان از پایان ارسال سیگنال‌های انتخاب تا تحویل سیگنال متصل به تماس به پایانه مبدأ.

## میزان موفقیت
در ارتباطات راه دور ، نرخ موفقیت راه‌اندازی تماس ( CSSR ) کسری از تلاش‌ها برای برقراری تماس است که منجر به اتصال به شماره شماره‌گیری شده می‌شود (به دلایل مختلف، همه تلاش‌ها با اتصال به شماره تماس‌گیری شده پایان نمی‌یابند). این کسر معمولاً به عنوان درصدی از تمام تلاش های انجام شده اندازه گیری می شود.
در ارتباطات راه دور، تلاش برای تماس ، یک روش تنظیم تماس را فراخوانی می‌کند، که در صورت موفقیت‌آمیز، منجر به تماس متصل می‌شود. یک روش تنظیم تماس ممکن است به دلیل تعدادی از دلایل فنی با شکست مواجه شود. چنین تماس هایی به عنوان تلاش های تماس ناموفق طبقه بندی می شوند. در بسیاری از موارد عملی، این تعریف نیاز به گسترش بیشتر با تعدادی مشخصات دقیق دارد که توضیح می‌دهد کدام تماس‌ها دقیقاً به‌عنوان راه‌اندازی موفقیت‌آمیز محاسبه می‌شوند و کدام نه. این امر تا حد زیادی توسط مرحله ای از فرآیند تنظیم تماس که در آن یک تماس به عنوان متصل شمرده می شود، تعیین می شود. در سیستم‌های ارتباطی مدرن، مانند شبکه‌های سلولی (موبایل) ، رویه تنظیم تماس ممکن است بسیار پیچیده باشد و نقطه‌ای که در آن یک تماس با موفقیت متصل تلقی می‌شود، ممکن است به روش‌های مختلفی تعریف شود، بنابراین بر میزان موفقیت تنظیم تماس تأثیر می‌گذارد. محاسبه شد. اگر تماسی با موفقیت وصل شود اما شماره گرفته شده اشغال باشد، تماس به عنوان تماس موفق محسوب می شود.
اصطلاح دیگری که برای نشان دادن تلاش‌های تماسی که در فرآیند تنظیم تماس با شکست مواجه می‌شوند استفاده می‌شود، تماس‌های مسدود شده است.
نرخ موفقیت راه اندازی تماس در شبکه های معمولی (به اصطلاح خط ثابت ) بسیار بالا است و به طور قابل توجهی بالاتر از 99.9٪ است. در سیستم‌های ارتباط سیار که از کانال‌های رادیویی استفاده می‌کنند، نرخ موفقیت برقراری تماس کمتر است و ممکن است برای شبکه‌های تجاری بین ۹۰ تا ۹۸ درصد یا بالاتر باشد. دلایل اصلی راه‌اندازی ناموفق تماس در شبکه‌های تلفن همراه عبارتند از: عدم پوشش رادیویی (در لینک پایین یا بالا )، تداخل رادیویی بین مشترکین مختلف، نقص در عملکرد شبکه (مانند رویه‌های تغییر مسیر ناموفق تنظیم تماس)، بار بیش از حد عناصر مختلف شبکه (مانند سلول ها) و غیره.
نرخ موفقیت تنظیم تماس یکی از شاخص‌های کلیدی عملکرد (KPI) است که توسط اپراتورهای شبکه برای ارزیابی عملکرد شبکه‌هایشان استفاده می‌شود. فرض بر این است که تأثیر مستقیمی بر رضایت مشتری از خدمات ارائه شده توسط شبکه و اپراتور آن دارد. نرخ موفقیت راه اندازی تماس معمولاً همراه با سایر پارامترهای فنی شبکه در یک شاخص عملکرد کلیدی به نام دسترسی به سرویس گنجانده می شود.
هدف اپراتورهای شبکه های مخابراتی افزایش نرخ موفقیت برقراری تماس تا آنجا که عملی و مقرون به صرفه است. در شبکه های تلفن همراه این امر با بهبود پوشش رادیویی، گسترش ظرفیت شبکه و بهینه سازی عملکرد عناصر آن حاصل می شود که همه این موارد ممکن است به تلاش قابل توجه و سرمایه گذاری قابل توجهی از طرف اپراتور شبکه نیاز داشته باشد.

## همچنین ببینید
تسویه حساب (ارتباطات)